# Murree
Cet article concerne la ville de Murree. Pour Le condiment murri, voir Murri. Pour autres homonymes, voir Murri (homonymie).
Murree (en ourdou : مری) est une ville du nord du Pakistan, chef-lieu du tehsil de Murree, dans le district de Rawalpindi de la province du Pendjab. Elle se trouve à près de 70 kilomètres de la capitale fédérale Islamabad.

## Histoire
Murree a été fondée en 1851 par le gouverneur du Pendjab, Sir Henry Lawrence et servait à l'origine comme sanatorium aux troupes britanniques qui surveillaient la frontière afghane. La ville a beaucoup grandi depuis 1947, à un rythme trop élevé pour que les infrastructures puissent suivre.
En janvier 2022, une tempête de neige s'abat sur la ville et fait au moins 21 morts, battant du même coup plusieurs décennies de records de chutes de neige,.

## Situation et accès
La ville est construite à une altitude de 2 300 mètres. Elle est accessible par la route depuis Rawalpindi et Islamabad.

## Démographie
La population de la ville a peu augmenté entre 1972 et 2017 selon les recensements officiels comparativement aux autres villes pakistanaises, passant de 17 065 habitants à 25 816. Entre 1998 et 2017, la croissance annuelle moyenne s'affiche à 1 %, bien inférieure à la moyenne nationale de 2,4 %.
|            | 1972 (rec.) | 1981 (rec.) | 1998 (rec.) | 2017 (rec.) |
| ---------- | ----------- | ----------- | ----------- | ----------- |
| Population | 17 065      | 15 928      | 21 375      | 25 816      |